# Abbaye de Blieskastel
L’abbaye de Blieskastel est une abbaye conventuelle à Blieskastel, dans le Land de Sarre et le diocèse de Spire.

## Histoire
La chapelle Sainte-Croix (de), construite en 1682-1683, fait partie du complexe monastique actuel. Il contient la pietà Notre-Dame aux flèches (de) du XIVe siècle. C'est la raison des pèlerinages à l'abbaye de Blieskastel. La pietà de la chapelle Sainte-Croix attire de plus en plus de fidèles de Marie au début du XXe siècle, de sorte que le clergé de la paroisse de Blieskastel ne peut bientôt plus faire face à la pastorale des pèlerins.
C'est pourquoi, le 25 mai 1924, l'évêque de Spire Ludwig Sebastian (de) appelle les capucins de la province de l'ordre de Bavière pour s'occuper de la pastorale du pèlerinage à Blieskastel. La même année, la construction des bâtiments commence selon les plans de l'architecte Hans Herkommer (de) de Stuttgart. La première pelletée de terre a lieu le 22 septembre 1924, suivie de la pose de la première pierre le 5 octobre 1924. Le 5 juillet 1925, l'abbaye est inaugurée par le provincial Emmeram Glasschröder, et le 10 août 1925, le nouveau chef de la maison, le père Justin Bettinger (1887-1947), neveu de l'archevêque de Munich, le cardinal Francis von Bettinger, décédé en 1917, déménage avec sept autres capucins. Bettinger dirige le monastère de 1925 à 1928, de nouveau en 1935 et enfin de 1938 jusqu'à sa mort.
Le 10 juillet 2005, les frères mineurs conventuels de la province de Cracovie reprennent le monastère et le pèlerinage aux Capucins de Bavière.

## Église
Le nombre de pèlerins ne cessant d'augmenter, il n'y a plus assez de place dans la chapelle Sainte-Croix. Afin de permettre aux nombreux pèlerins de participer au service religieux, une chapelle monacale est érigée et consacrée par Ludwig Sébastien en octobre 1925. Mais l'espace de cette chapelle ne suffit pas non plus, on décidé de construire une grande salle de pèlerinage. Contrairement à l'objectif initial, la salle des pèlerins devient un lieu de culte, consacrée le dimanche de Pâques 1929 par l'évêque Sebastian en l'honneur de la Mater dolorosa.
En 1946, l'église est restaurée selon les plans de l'architecte Weis (Sarrebruck). Une autre restauration a lieu de 1970 à 1972 lorsque le mur de l'autel est redessiné.
Dans le cadre des mesures de rénovation et de réaménagement, l'église du monastère reçoit un nouvel autel, consacré le 1er mai 1970 par l'évêque de Spire Friedrich Wetter, accompagné du doyen Josef Neufeld, alors curé de Blieskastel et du père Zeno Ganser, gardien du monastère des capucins.
L'orgue de l'église est construit en 1972 par Hugo Mayer Orgelbau (de) (Heusweiler). L'instrument a 18 registres répartis sur deux claviers et un pédalier. L'orgue est installé sur une tribune et dispose d'une console autoportante.

## Porte Sainte
À l'occasion du Jubilé de la Miséricorde, le pape François autorise dans la bulle Misericordiae vultus les évêques à ouvrir une Porte Sainte dans les églises épiscopales, les cocathédrales, dans les églises d'importance exceptionnelle et dans les sanctuaires de pèlerinage pour la durée du jubilé. L'église pour le pèlerinage de Blieskastel, avec la cathédrale de Spire, l'église de l'Assomption de Ludwigshafen (de) et le centre spirituel Maria Rosenberg (de) à Waldfischbach-Burgalben, est sélectionnée comme l'une des quatre églises du diocèse de Spire. La cérémonie d'ouverture de la Porte Sainte (le portail d'entrée de l'église du monastère) a lieu le 20 décembre 2015, dans le cadre d'un service divin, par le capitulaire de la cathédrale Christoph Kohl. À côté du portail d'entrée se trouve une plaque de bronze commémorant la Porte Sainte et le Jubilé de la Miséricorde.

## Cimetière
Au fond du monastère se trouve le cimetière du monastère, séparé du chemin par une haie. Les frères sont enterrés ici entre 1930 et 2005. Aucun enterrement n'a lieu depuis le départ des capucins et l'arrivée des franciscains en 2005. Au total, 30 religieux sont enterrés dans le cimetière. Les croix de pierre sont simples et n'indiquent que l'année du décès en plus du nom du défunt. Plusieurs niches avec des images en relief de pères et de deux religieuses sont percées dans le mur à l'avant. Au milieu de ce mur, entre deux dalles de pierre portant les noms des défunts, dépassant du mur, se trouve une grande niche à pignon, également en saillie du mur. Sur le pignon se trouve l'inscription « Qui croit en moi vivra ». Dans la niche il y a une croix et l'inscription « Je te prie, Seigneur, pour la mort de notre frère ». Devant la niche se trouvent les figures d'un prêtre et de la mort. Dans cette représentation, le prêtre tend les mains jusqu'à la mort. La scène montrée est liée au Cantique des créatures.